# Jeffrey L. Sammons
Jeffrey L(eonard) Sammons (* 9. November 1936 in Cleveland, Ohio; † 15. Februar 2021 in Hamden, Connecticut) war ein US-amerikanischer Literaturwissenschaftler.

## Akademische Laufbahn
Sammons studierte mit dem Hauptfach Deutsche Literatur am Yale College und erwarb dort 1958 den Bachelor- und 1962 den Doktorgrad. Von 1961 bis 1964 arbeitete er als wissenschaftlicher Assistent an der Brown University in Providence. 1964 kehrte er an die Yale University zurück, wo er 1969 ordentlicher Professor wurde und bis 1977 und noch einmal von 1988 bis 1991 die Abteilung für germanische Sprachen und Literaturen leitete.
Sammons, dessen Forschertätigkeit unter anderem mit einem Guggenheim-Stipendium honoriert wurde, wurde Ende 2001 emeritiert.

## Heine-Forschung
Sammons, der sich auf die deutschsprachige Literatur des 19. Jahrhunderts spezialisierte, widmete einen wesentlichen Teil seiner Veröffentlichungen dem Schriftsteller Heinrich Heine. Von seinen zwei umfangreichen Monographien mit dem Titel Heinrich Heine beschäftigt sich die erste (The Elusive Poet, 1969) eher mit dem Werk und die zweite stärker mit dem Leben des Autors (A Modern Biography, 1979). 1982 legte Sammons eine annotierte Bibliographie der Sekundärliteratur zu Heine für den Zeitraum von 1956 bis 1982 vor. Ab 1964 publizierte er zudem eine Reihe von Aufsätzen über Heine, von denen etliche auch in deutschen Zeitschriften und Sammelbänden erschienen sind. Seine wichtigste deutsche Veröffentlichung in diesem Zusammenhang ist der Band zu Heine in der „Sammlung Metzler“ aus dem Jahr 1991.

## Veröffentlichungen (Auswahl)

### Zu Heinrich Heine
- Heinrich Heine, The Elusive Poet. New Haven, 1969.
- Heinrich Heine, A Modern Biography. Princeton, 1979, ISBN 0-691-06321-4.
- Heinrich Heine, A Selected Critical Bibliography of Secondary Literature, 1956 - 1980. New York (u. a.) 1982, ISBN 0-8240-9286-4.
- Heinrich Heine. Stuttgart, 1991, ISBN 3-476-10261-0.
- Heinrich Heine, Alternative Perspectives 1985–2005. Würzburg, 2006, ISBN 3-8260-3212-8. (Aufsatzsammlung)

### Zu anderen Autoren und Themen
- The Nachtwachen von Bonaventura, a structural interpretation. The Hague, 1965.
- Six Essays on the Young German Novel. Chapel Hill, 1975, ISBN 0-8078-8075-2.
- Literary Sociology and Practical Criticism, An Inquiry. Bloomington, 1977, ISBN 0-253-33564-7.
- Imagination and History. Selected Papers on Nineteenth-Century German Literature. New York (u. a.) 1988, ISBN 0-8204-0768-2.
- The Shifting Fortunes of Wilhelm Raabe. A History of Criticism as a Cautionary Tale. Columbia, SC, 1992, ISBN 1-879751-08-9.
- Ideology, Mimesis, Fantasy. Charles Sealsfield, Friedrich Gerstäcker, Karl May, and Other German Novelists of America. Chapel Hill, 1998, ISBN 0-8078-8121-X.
- (Hrsg.): Die Protokolle der Weisen von Zion, die Grundlage des modernen Antisemitismus. Eine Fälschung, Text und Kommentar. Wallstein, Göttingen  1998, ISBN 3-89244-191-X.
- Friedrich Spielhagen, Novelist of Germany’s False Dawn. Tübingen, 2004, ISBN 3-484-32117-2.
- Alfred Meißner. Wehrhahn, Hannover 2014. (= Meteore. 16.), ISBN 978-3-86525-426-9.